# New York Islanders
New York Islanders je hokejaški klub iz Uniondalea u New Yorku u SAD-u. 
Nastupa u NHL ligi od 1972. godine.
Domaće klizalište: Nassau Veterans Memorial Coliseum.
Klupske boje: plava, narančasta i bijela
Uspjesi: Stanleyev kup 1980., 1981., 1982. i 1983. 
Poznati igrači i treneri:

## Vanjske poveznice
- New York Islanders